# Concursul Muzical Eurovision 2021

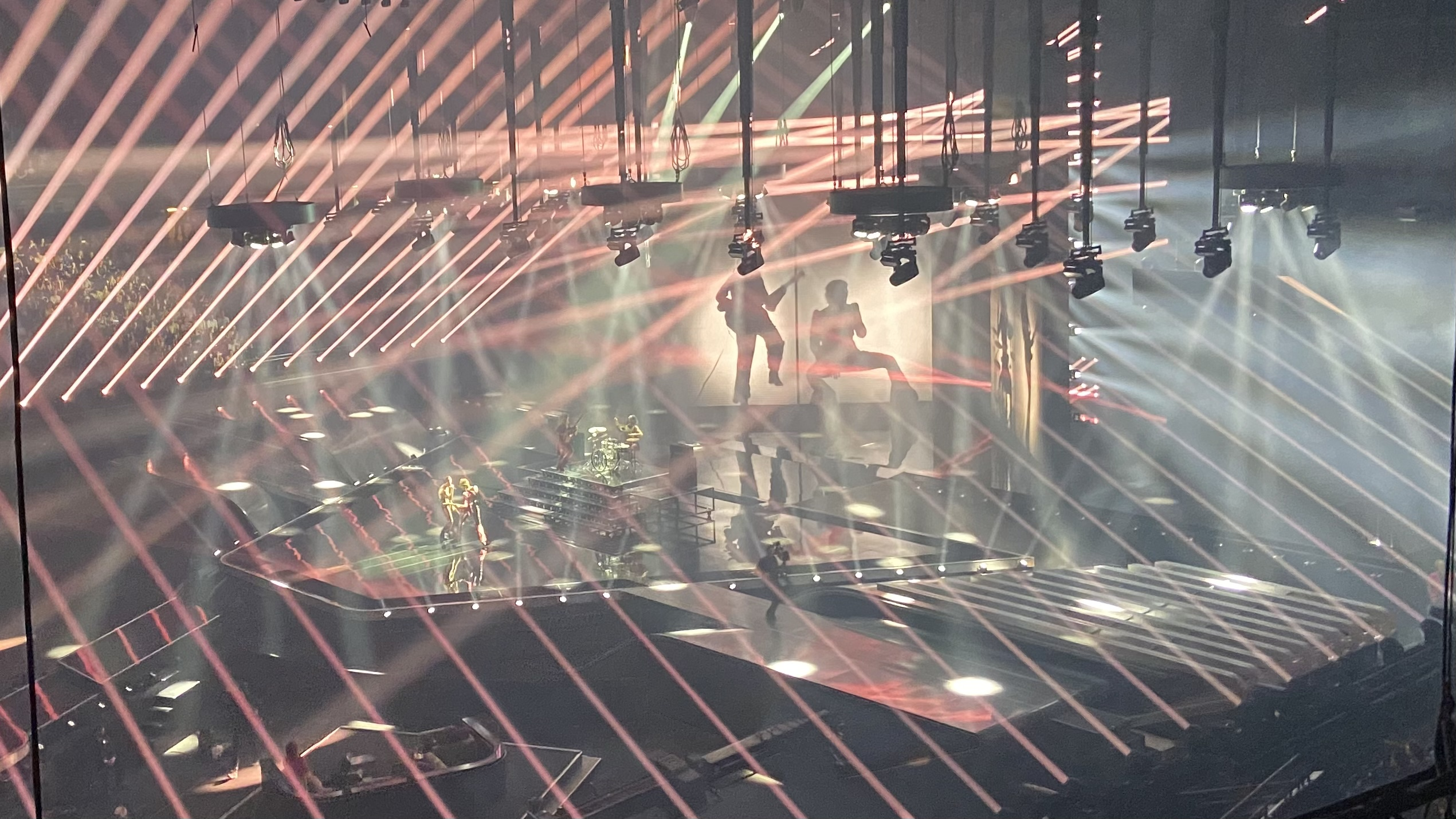
Måneskin

Concursul Muzical Eurovision 2021 a fost a 65-a ediție a Concursului Muzical Eurovision, prima după doi ani, deoarece concursul din 2020 a fost anulat din cauza pandemiei de COVID-19. Această ediție a avut loc în Rotterdam, Țările de Jos, întrucât această țară a câștigat concursul în 2019 cu piesa Arcade, interpretată de Duncan Laurence. A fost a cincea ediție ținută în Țările de Jos, prima după cea din 1980. Inițial s-a anunțat că vor participa 41 de țări la ediția din acest an, dar pe 5 martie 2021 Armenia a anunțat că se retrage, iar pe 26 martie 2021 Belarus a fost descalificată din concurs, rămânând doar 39 de țări participante. Italia a câștigat Eurovision 2021 cu piesa ”Zitti E Buoni” interpretată de trupa rock Måneskin.

## Țări participante

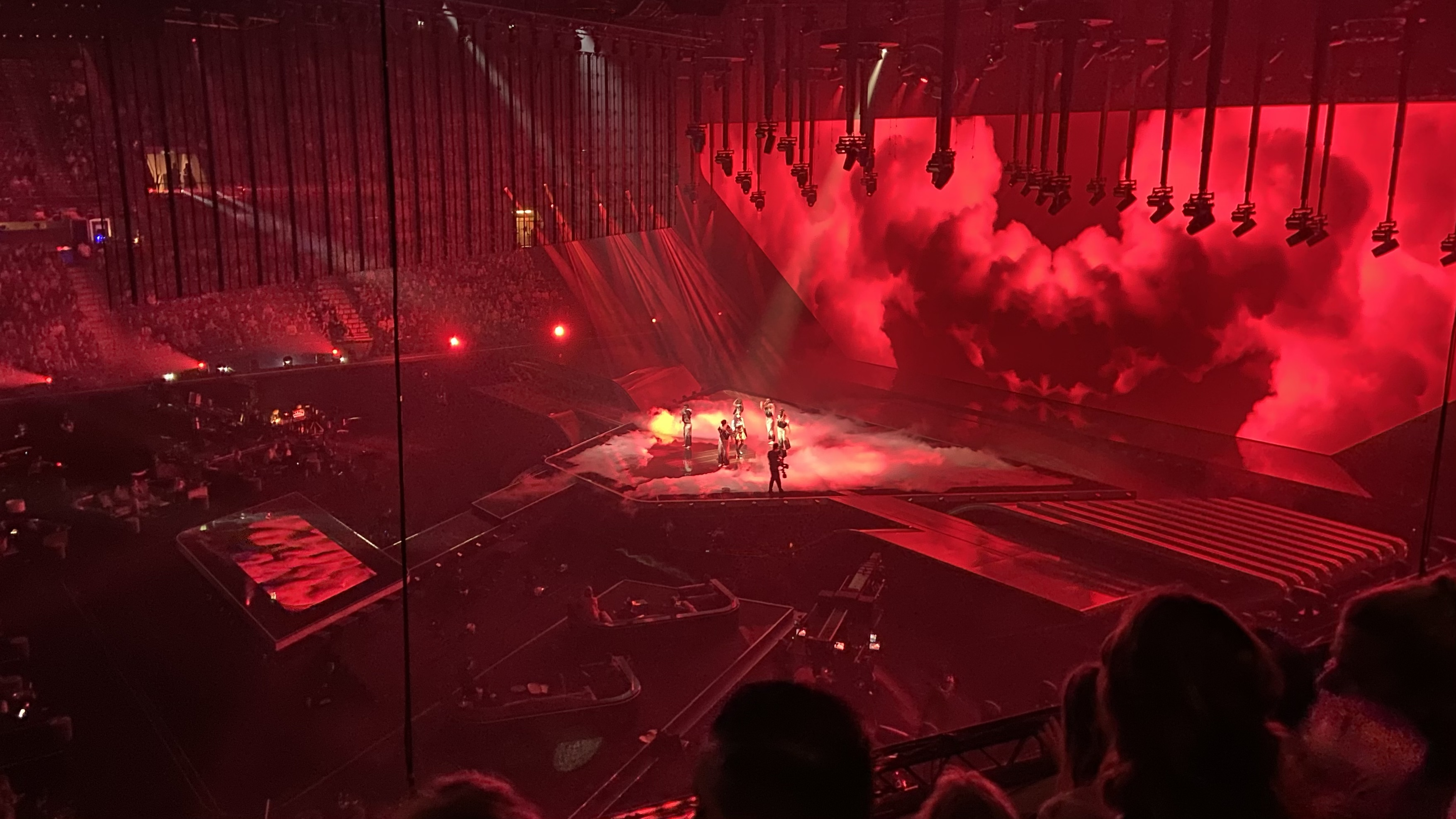
Roxen

### Semifinala 1
| #  | Țară              | Artist           | Cântec          | Traducere         | Limbă             | Loc | Puncte |
| -- | ----------------- | ---------------- | --------------- | ----------------- | ----------------- | --- | ------ |
| 01 | Lituania          | The Roop         | Discoteque      | Discotecă         | engleză           | 4   | 203    |
| 02 | Slovenia          | Ana Soklič       | Amen            | Amin              | engleză           | 13  | 44     |
| 03 | Rusia             | Manija           | Russian Woman   | Rusoaică          | rusă, engleză     | 3   | 225    |
| 04 | Suedia            | Tusse            | Voices          | Voci              | engleză           | 7   | 142    |
| 05 | Australia         | Montaigne        | Technicolour    | Technicolour      | engleză           | 14  | 28     |
| 06 | Macedonia de Nord | Vasil Garvanliev | Here I stand    | Rămân în picioare | engleză           | 15  | 23     |
| 07 | Irlanda           | Lesley Roy       | Maps            | Hărți             | engleză           | 16  | 20     |
| 08 | Cipru             | Elena Tsagrinou  | El diablo       | Diavolul          | engleză, spaniolă | 6   | 170    |
| 09 | Norvegia          | Tix              | Fallen Angel    | Înger căzut       | engleză           | 10  | 115    |
| 10 | Croația           | Albina Grčić     | Tick Tock       | Tic-tac           | engleză, croată   | 11  | 110    |
| 11 | Belgia            | Hooverphonic     | The wrong place | Locul greșit      | engleză           | 9   | 117    |
| 12 | Israel            | Eden Alene       | Set me free     | Eliberează-mă     | engleză           | 5   | 192    |
| 13 | România           | Roxen            | Amnesia         | Amnezie           | engleză           | 12  | 85     |
| 14 | Azerbaidjan       | Efendi           | Mata Hari       | Mata Hari         | engleză           | 8   | 138    |
| 15 | Ucraina           | Go_A             | Shum (Шум)      | Zgomot            | ucraineană        | 2   | 267    |
| 16 | Malta             | Destiny          | Je me casse     | Eu mă car         | engleză, franceză | 1   | 325    |

### Semifinala 2
| #  | Țară              | Artist                | Cântec                    | Traducere                                                     | Limbă    | Loc | Puncte |
| -- | ----------------- | --------------------- | ------------------------- | ------------------------------------------------------------- | -------- | --- | ------ |
| 01 | San Marino        | Senhit feat. Flo Rida | Adrenalina                | Adrenalina                                                    | engleză  | 9   | 118    |
| 02 | Estonia           | Uku Suviste           | The Lucky One             | Cel norocos                                                   | engleză  | 13  | 58     |
| 03 | Cehia             | Benny Cristo          | Omaga                     | Dumnezeule (jargon)                                           | engleză  | 15  | 23     |
| 04 | Grecia            | Stefania              | Last Dance                | Ultimul dans                                                  | engleză  | 6   | 184    |
| 05 | Austria           | Vincent Bueno         | Amen                      | Amin                                                          | engleză  | 12  | 66     |
| 06 | Polonia           | RAFAŁ                 | The Ride                  | Călătoria                                                     | engleză  | 14  | 35     |
| 07 | Republica Moldova | Natalia Gordienko     | Sugar                     | Zahăr                                                         | engleză  | 7   | 179    |
| 08 | Islanda           | Daði og Gagnamagnið   | 10 Years                  | 10 ani                                                        | engleză  | 2   | 288    |
| 09 | Serbia            | Hurricane             | Loco Loco                 | Nebun, nebun                                                  | sârbă    | 8   | 124    |
| 10 | Georgia           | Tornike Kipiani       | You                       | Tu                                                            | engleză  | 16  | 16     |
| 11 | Albania           | Anxhela Peristeri     | Karma                     | Karma                                                         | albaneză | 10  | 112    |
| 12 | Portugalia        | The Black Mamba       | Love is on my side        | Dragostea e de partea mea                                     | engleză  | 4   | 239    |
| 13 | Bulgaria          | Victoria Georgieva    | Growing up is Getting Old | A crește înseamnă a îmbătrâni / Maturizarea devine obositoare | engleză  | 3   | 250    |
| 14 | Finlanda          | Blind Channel         | Dark Side                 | Partea întunecată                                             | engleză  | 5   | 234    |
| 15 | Letonia           | Samanta Tīna          | The moon is rising        | Răsare luna                                                   | engleză  | 17  | 14     |
| 16 | Elveția           | Gjon's Tears          | Tout l'Univers            | Întregul univers                                              | franceză | 1   | 291    |
| 17 | Danemarca         | Fyr og Flamme         | Øve Os På Hinanden        | Practicăm unul pe altul                                       | daneză   | 11  | 89     |

### Finala
| #  | Țară              | Artist                | Cântec                    | Traducere                                                     | Limbă                 | Loc | Puncte |
| -- | ----------------- | --------------------- | ------------------------- | ------------------------------------------------------------- | --------------------- | --- | ------ |
| 01 | Cipru             | Elena Tsagrinou       | El diablo                 | Diavolul                                                      | engleză, spaniolă     | 16  | 94     |
| 02 | Albania           | Anxhela Peristeri     | Karma                     | Karma                                                         | albaneză              | 21  | 57     |
| 03 | Israel            | Eden Alene            | Set me free               | Eliberează-mă                                                 | engleză               | 17  | 93     |
| 04 | Belgia            | Hooverphonic          | The wrong place           | Locul greșit                                                  | engleză               | 19  | 74     |
| 05 | Rusia             | Manija                | Russian Woman             | Rusoaică                                                      | rusă, engleză         | 9   | 204    |
| 06 | Malta             | Destiny               | Je me casse               | Eu mă car                                                     | engleză, franceză     | 7   | 255    |
| 07 | Portugalia        | The Black Mamba       | Love is on my side        | Dragostea e de partea mea                                     | engleză               | 12  | 153    |
| 08 | Serbia            | Hurricane             | Loco Loco                 | Nebun, nebun                                                  | sârbă                 | 15  | 102    |
| 09 | Regatul Unit      | James Newman          | Embers                    | Jăratic                                                       | engleză               | 26  | 0      |
| 10 | Grecia            | Stefania              | Last Dance                | Ultimul dans                                                  | engleză               | 10  | 170    |
| 11 | Elveția           | Gjon's Tears          | Tout l'Univers            | Întregul univers                                              | franceză              | 3   | 432    |
| 12 | Islanda           | Daði og Gagnamagnið   | 10 Years                  | 10 ani                                                        | engleză               | 4   | 378    |
| 13 | Spania            | Blas Cantó            | Voy a quedarme            | Voi rămâne                                                    | spaniolă              | 24  | 6      |
| 14 | Republica Moldova | Natalia Gordienko     | Sugar                     | Zahăr                                                         | engleză               | 13  | 115    |
| 15 | Germania          | Jendrik Sigwart       | I don't feel hate         | Nu simt ură                                                   | engleză               | 25  | 3      |
| 16 | Finlanda          | Blind Channel         | Dark Side                 | Partea întunecată                                             | engleză               | 6   | 301    |
| 17 | Bulgaria          | Victoria Georgieva    | Growing up is Getting Old | A crește înseamnă a îmbătrâni / Maturizarea devine obositoare | engleză               | 11  | 170    |
| 18 | Lituania          | The Roop              | Discoteque                | Discotecă                                                     | engleză               | 8   | 220    |
| 19 | Ucraina           | Go_A                  | Shum (Шум)                | Zgomot                                                        | ucraineană            | 5   | 364    |
| 20 | Franța            | Barbara Pravi         | Voilà                     | Iată                                                          | franceză              | 2   | 499    |
| 21 | Azerbaidjan       | Efendi                | Mata Hari                 | Mata Hari                                                     | engleză               | 20  | 65     |
| 22 | Norvegia          | Tix                   | Fallen Angel              | Înger căzut                                                   | engleză               | 18  | 75     |
| 23 | Țările de Jos     | Jeangu Macrooy        | Birth of A New Age        | Nașterea unei noi ere                                         | engleză, sranan tongo | 23  | 11     |
| 24 | Italia            | Måneskin              | Zitti e buoni             | Tăcuți și cuminți                                             | italiană              | 1   | 524    |
| 25 | Suedia            | Tusse                 | Voices                    | Voci                                                          | engleză               | 14  | 109    |
| 26 | San Marino        | Senhit feat. Flo Rida | Adrenalina                | Adrenalina                                                    | engleză               | 22  | 50     |

## Alte țări
Pentru a lua parte la concurs, o țară trebuie să aibă o televiziune națională care să fie parte din Uniunea Europeană de Radio și Televiziune (EBU). EBU va trimite o invitație de participare tuturor televiziunilor membre. Singura excepție este Australia, care poate participa fără invitație până în 2023.

### Membrii activi ai EBU
- Andorra - În martie 2019, televiziunea Ràdio i Televisió d'Andorra (RTVA) a anunțat că ar fi interesată să colaboreze cu televiziunea catalană Televisió de Catalunya (TVC) pentru a participa în ediții viitoare ale Eurovisionului. Cele două televiziuni au mai colaborat când Andorra a debutat în concursul din 2004.[2] Cu toate acestea, pe 1 august 2020 s-a anunțat că Andorra ar putea să se întoarcă în concurs tocmai în 2022.[3] Andorra a participat ultima dată la concurs în 2009.
- Armenia - La 5 martie 2021, Armenia a anunțat că se retrage din concurs din cauza conflictului din Nagorno-Karabah. Ultima participare a Armeniei a fost în 2019.
- Belarus - A intenționat inițial să participe la concurs, dar la 26 martie 2021 a fost descalificată din competiție din cauza că piesa încălca regulile concursului. Ultima participare a sa a fost în 2019.
- Bosnia și Herțegovina - În octombrie 2020, BHRT a anunțat că întoarcerea țării în concurs este unul dintre obiectivele principale ale televiziunii, dar că situația financiară precară face întoarcerea țării în 2021 dificilă.[4] Bosnia și Herțegovina a participat ultima dată în 2016.
- Luxemburg - În iulie 2020, țara a anunțat că nu se va întoarce în ediția din 2021.[5] Luxemburg a participat ultima dată în 1993.
- Monaco - În septembrie 2020, Monaco a anunțat că nu va participa la ediția din 2021. Ultima participare a țării a fost în 2006.
- Muntenegru - În octombrie 2020, Muntenegru a anunțat că nu va reveni la Eurovision 2021, după ce s-a retras din concurs pentru ediția din 2020. Ultima participare a țării a fost în 2019.
- Slovacia - În august 2020, a fost anunțat că televiziunea slovacă Rozhlas a televízia Slovenska (RTVS) nu va participa în ediția din 2021 a Eurovisionului datorită lipsei de interes din partea publicului slovac. Ultima participare a Slovaciei a fost în 2012.[6]
- Turcia - În mai 2020, viceministrul afacerilor externe și director pentru UE, Faruk Kaymakcı, a spus că ar vrea ca Turcia să revină în ediția din 2021.[7]Cu toate acestea, Turcia nu a fost inclusă în lista țărilor participante. Ultima participare a Turciei a fost în 2012.
- Ungaria - În 2020, Ungaria a anunțat că nu va lua parte nici la ediția din 2021. Ultima participare a sa a fost în 2019.

### Membrii asociați EBU-ului
- Kazahstan - În august 2020, EBU a anunțat că nu va trimite o invitație de participare Kazahstanului la ediția din 2021.[8]

### Țări ce nu fac parte din EBU
- Kosovo - În august 2020, EBU a decis că nu va trimite o invitație de participare pentru Kosovo în 2021.[9]